# Diplotaxodon greenwoodi
Diplotaxodon greenwoodi és una espècie de peix de la família dels cíclids i de l'ordre dels perciformes.

## Morfologi
Els adults poden assolir 24,7 cm de longitud.

## Alimentació
Menja cíclids petits.

## Hàbitat
Viu en zones de clima tropical entre 50-148 m de fondària al llac Malawi a l'Àfrica.